# Torroselo
Torroselo é uma povoação portuguesa do Município de Seia, na antiga província da Beira Alta, região do Centro e sub-região da Serra da Estrela, que foi sede da extinta Freguesia de Torroselo, freguesia que tinha 4,97 km² de área e 481 habitantes (2011), e, por isso, uma densidade populacional de 96,8 hab/km².
A Freguesia de Torroselo foi extinta e agregada à Freguesia de Folhadosa, criando-se a União das freguesias de Torrozelo e Folhadosa.

## História
Torroselo foi uma freguesia de Seia, na diocese e no distrito da Guarda. Durante centenas de anos, teve a categoria de vila e sede de concelho, funcionando a câmara da vila Torroselo.
Data de 1150 a primeira vez que esta localidade é mencionada num documento. Há também em arquivo uma carta de foral dada a Torroselo, nos fins do século XII, por D. João Teotónio, prior do mosteiro de Santo Cruz de Coimbra. Torroselo obteve foral outorgado por D. Manuel I em 15 de Maio do ano de 1514.
A partir do reinado de D. Manuel I, a freguesia de Torroselo passou a ter justiças próprias, pois já no século XIX a câmara de Torroselo era constituída por um juiz ordinário do civil, um vereador e um procurador.
O Concelho foi extinto pelo Decreto de 6 de Novembro de 1836, tendo passado a pertencer ao Concelho de Sandomil, que mais tarde foi extinto pelo decreto de 24 de outubro de 1855 e integrado em Seia.
Registam-se duas inaugurações muito marcantes em Torroselo: a luz elétrica em 14 de Julho de 1935 e a casa paroquial em Agosto de 1965.

## População
| Totais e grupos etários | Totais e grupos etários | Totais e grupos etários | Totais e grupos etários | Totais e grupos etários | Totais e grupos etários | Totais e grupos etários | Totais e grupos etários | Totais e grupos etários | Totais e grupos etários | Totais e grupos etários | Totais e grupos etários | Totais e grupos etários | Totais e grupos etários | Totais e grupos etários | Totais e grupos etários |
| ----------------------- | ----------------------- | ----------------------- | ----------------------- | ----------------------- | ----------------------- | ----------------------- | ----------------------- | ----------------------- | ----------------------- | ----------------------- | ----------------------- | ----------------------- | ----------------------- | ----------------------- | ----------------------- |
|                         | 1864                    | 1878                    | 1890                    | 1900                    | 1911                    | 1920                    | 1930                    | 1940                    | 1950                    | 1960                    | 1970                    | 1981                    | 1991                    | 2001                    | 2011                    |
| Total                   | 757                     | 761                     | 815                     | 805                     | 790                     | 770                     | 667                     | 842                     | 772                     | 734                     | 717                     | 625                     | 618                     | 528                     | 481                     |

| 0-14 anos | 15-24 anos | 25-64 anos | 65 e + anos |
| 61 \| 44  | 85 \| 40   | 275 \| 254 | 107 \| 143  |
| -28%      | -53%       | -8%        | +34%        |

## Património
Torroselo foi uma freguesia que desfruta de vários centros históricos, como por exemplo a Fonte dos Mouros, onde também existe um Pelourinho e o Cruzeiro inaugurado em 1941, tratando-se de um padrão comemorativo do centenário da Fundação e da Restauração de Portugal.
A atual igreja paroquial tem como orago Nossa Senhora do Rosário, com várias datas gravadas em granito desde a era de 1559, 1751 a 1850. 
Existem ainda algumas capelas, como a de S. João, situada no topo norte da povoação. 

A capela de S. Bento é onde todos os anos se realiza a tradicional festa religiosa na 2ª Feira de Páscoa. 
A capela de Nossa Senhora de Fátima, erguida no bairro da Cruz-Alta, e outra ainda, particular, da casa dos Abranches, também dita casa ou solar de Torrozelo, que foi do Dr. José Maria da Costa Brandão, seu descendente. Esta casa foi fundada nos finais do século XV por Fernando Lourenço de Abranches, que depois de viúvo se ordenou, licenciou em Cânones e foi vigário-geral do bispado de Viseu e primeiro arcipreste e cónego da Sé de Viseu. Os seus descendentes, Abranches, senhores desta casa, mantiveram sempre na família o cargo de capitão-mor de Toroselo, bem assim como das restantes seis vilas da Universidade de Coimbra (Santa Marinha, Lagares, Vila Nova de Oliveirinha, Ervedal e Percelada). 
Torroselo teve cadeia, onde outrora, provavelmente, funcionaram os serviços municipais, depois a escola primária e já mais tarde a casa de ensaios da actual Banda Torroselense Estrela D'Alva.

## Colectividades
A Filarmónica de Torroselo foi fundada em Fevereiro de 1908 por um grupo, mais concretamente pelo relojoeiro, João Batista Domingos.
O grupo Torroselense Estrela D'Alva foi fundado em meados de 1924. Mais tarde este grupo também se designou por liga e grémio.

## Personalidades
Ao longo de muitos anos e ainda hoje eventualmente, Torroselo sempre se destacou com pessoas de bem e carácter social:
- Padre Luís Alves de Campos e o seu irmão Padre José Maria Alves de Campos;
- Dr. José de Abranches Homem da Costa Brandão, fidalgo da Casa Real, deputado às Cortes pelo concelho de Seia (1879-1881), presidente da Câmara de Seia e senhor da antedita casa de Torrozelo, e seu sobrinho materno e herdeiro da dita casa o Dr. José Maria de Albuquerque da Costa Brandão, que foi juiz na Relação de Coimbra;
- Eng. Alfredo Vaz Pinto, que desempenhou elevadas funções a nível nacional, como ministro de Estado;
- Capitão António Costa, foi militar em África e em Moçambique, participou na campanha contra Gungunhana;
- Alberto Fontes, foi um dinâmico proprietário agrícola. Criou em Torroselo várias indústrias relacionadas com a agricultura, foi premiado na exposição agrícola da Real Tapada da Ajuda com a medalha de ouro e honra nacional;
- Coronel José Joaquim Mendes Leal, professor da escola do Exército, formado em Direito, diretor do Instituto Superior do Comércio e Economia, tendo sido ainda governador civil da cidade da Guarda e Viseu, presidente da câmara dos deputados e do concelho de estado do rei D. Carlos I.
- Maria Joana Mendes Leal, muito ligada a várias organizações católicas, possuidora de uma vasta cultura e veia literária. Foi uma notável conferencista e diretora da revista Menina e Moça. Escreveu vários livros, como por exemplo S. João de Brito, o Santo Padre Cruz, Obra das Mães, etc. Foi presidente nacional da Obra de Proteção à Rapariga, tendo tido várias condecorações;
- Eng. José Mendes Leal formado em engenharia mecânica e professor catedrático no Instituto Superior Técnico;
- Francisco Mendes Póvoas, grande amigo de Torroselo, foi redactor principal do jornal Estrela D'Alva, tendo sido um dos fundadores do grupo Torroselense Estrela D'Alva e escrito várias obras de grande carácter cultural e humano.
- Coronel Joaquim Mendes Moreira Sacadura, durante a sua longa carreira militar, desempenhou várias funções, entre as quais, a de comandante da Escola Prática de Artilharia em Vendas Novas, foi ainda, professor de matemática no Colégio Luís de Camões, em Coimbra.

## Festas e Romarias
- São Bento - Segunda-feira de Páscoa
- Festa das Papas - segundo Domingo de Maio
- Santo António - segundo domingo de Junho

## Património
- Solar de Torroselo
- Capela de São Bento (1758)
- Capela de São João Batista
- Fonte dos Mouros
- Igreja Nossa Senhora do Rosário (1850)
- Pelourinho
- Na antiga cadeia da freguesia encontra-se instalado o Museu Rural e Etnográfico criado pela Junta de Freguesia do Torroselo
- Alminhas

## Antiga Junta de Freguesia
Rua João Freixo, 7     
6270- 555 TORROSELO
Telefone e Fax: 238 902 317     
Horário:
5ª feira: 17h às 24h
Executivo
Presidente: António Miguel Ferreira Sousa

## Curiosidade
Em Torroselo foi filmado o primeiro filme de terror português Coisa Ruim em 2006.
Torroselo foi também, durante alguns anos a casa do antigo jogador de futebol Fernando Mendes.